# إيزوبيل إلسوم
إيزوبيل إلسوم (بالإنجليزية: Isobel Elsom)‏ هي ممثلة بريطانية، ولدت في 16 مارس 1893 بكامبريدج في المملكة المتحدة، وتوفيت في 12 يناير 1981 في الولايات المتحدة بسبب مرض.

## أعمال

### أفلام
- (1947) السيد فيردو[2][3]
- (1955) الحب شيء رائع
- (1956) رغبة في الحياة
- (1964) سيدتي الجميلة[4]

## وصلات خارجية
- إيزوبيل إلسوم على موقع IMDb (الإنجليزية)
- إيزوبيل إلسوم على موقع ألو سيني (الفرنسية)
- إيزوبيل إلسوم على موقع تيرنر كلاسيك موفيز (الإنجليزية)
- إيزوبيل إلسوم على موقع أول موفي (الإنجليزية)
- إيزوبيل إلسوم على موقع قاعدة بيانات برودواي على الإنترنت (الإنجليزية)
- إيزوبيل إلسوم على موقع قاعدة بيانات الأفلام السويدية (السويدية)
- إيزوبيل إلسوم على موقع إن إن دي بي (الإنجليزية)
- إيزوبيل إلسوم على موقع قاعدة بيانات الفيلم (الإنجليزية)
- إيزوبيل إلسوم على موقع كينوبويسك (الروسية)